# AKIKO (お笑いトリオ)
AKIKO（アキコ）は、かつてサワズカムパニーで活動していた日本のお笑いトリオ。1989年結成。1992年解散。

## メンバー
- 河田 貴一（かわだ きいち）
- 伊勢 浩二（いせ こうじ）
- 奈津 あつし（なつ あつし）

## 概要
1989年、元々児童劇団員仲間のパフォーマンスグループ「時代錯誤」メンバーだった河田貴一、伊勢浩二、奈津あつしの3人で結成。グループ名の由来は、あつし(A)、貴一(KI)、浩二(KO)から。
お笑いブーム（お笑い第三世代）の最中、最後発組ながらコンテストやトーナメントで次々優勝を飾り、NHK新人演芸大賞を受賞。ブレイク寸前と注目されるが、事務所のトラブルやメンバー間の軋轢（あつしの河田へのストレス→ソロ活動、それに伴う伊勢とのコンビ結成案、河田の作家転向案）などもあり、1992年解散。
AKIKO解散後、河田と伊勢はコンビ「BOOMER」、奈津は元CHA-CHAの松原桃太郎とコンビ「まんもす2（まんもすまんもす）」を結成した。

## 芸風・逸話
ツッコミに河田、ボケに伊勢、大ボケがあつしという基本的な担当はあったが、ネタの中で変わって行くことが多く、あつしと伊勢の動きの笑いと、河田の喋りとともに魅力であった。
プリンプリンの2人はAKIKOに憧れお笑い芸人を志し、弟子入りを志願した。

## 出演番組
- ザ・テレビ演芸（テレビ朝日）
- 欽ちゃん走るッ!（フジテレビ）